# Bragelogne-Beauvoir
Bragelogne-Beauvoir település Franciaországban, Aube megyében. Lakosainak száma 221 fő (2022. január 1.). Bragelogne-Beauvoir Bagneux-la-Fosse, Balnot-la-Grange, Channes, Les Riceys, Molesme, Vertault és Arthonnay községekkel határos.

## Népesség
A település népességének változása:
| Lakosok száma | 213  | 265  | 284  | 281  | 249  | 246  | 243  | 242  | 235  | 221  |
|               | 1968 | 1982 | 1990 | 2006 | 2013 | 2015 | 2017 | 2019 | 2020 | 2022 |